# Техумарди
Те́хумарди (эст. Tehumardi) — деревня в волости Сааремаа уезда Сааремаа, Эстония.
До реформы местных самоуправлений 2017 года входила в состав волости Салме.

## География и описание
Расположена в южной части острова Сааремаа, у развилки шоссе Курессааре—Сырве и дороги Тийриметса. Расстояние до волостного и уездного центра — города Курессааре — 15 километров. Высота над уровнем моря — 6 метров.
Климат умеренный. Официальный язык — эстонский. Почтовый индекс — 93222.

## Население
По данным переписи населения 2021 года, в Техумарди насчитывался 81 житель, все — эстонцы.
По данным переписи населения 2011 года, в деревне проживали 77 человек, все — эстонцы.
Численность населения деревни Техумарди:
| Год  | 1959 | 1970 | 1979  | 1989  | 2000 | 2011 | 2021 |
| ---- | ---- | ---- | ----- | ----- | ---- | ---- | ---- |
| Чел. | 90   | ↘ 62 | ↗ 120 | ↘ 102 | ↘ 64 | ↗ 77 | ↗ 81 |

## История

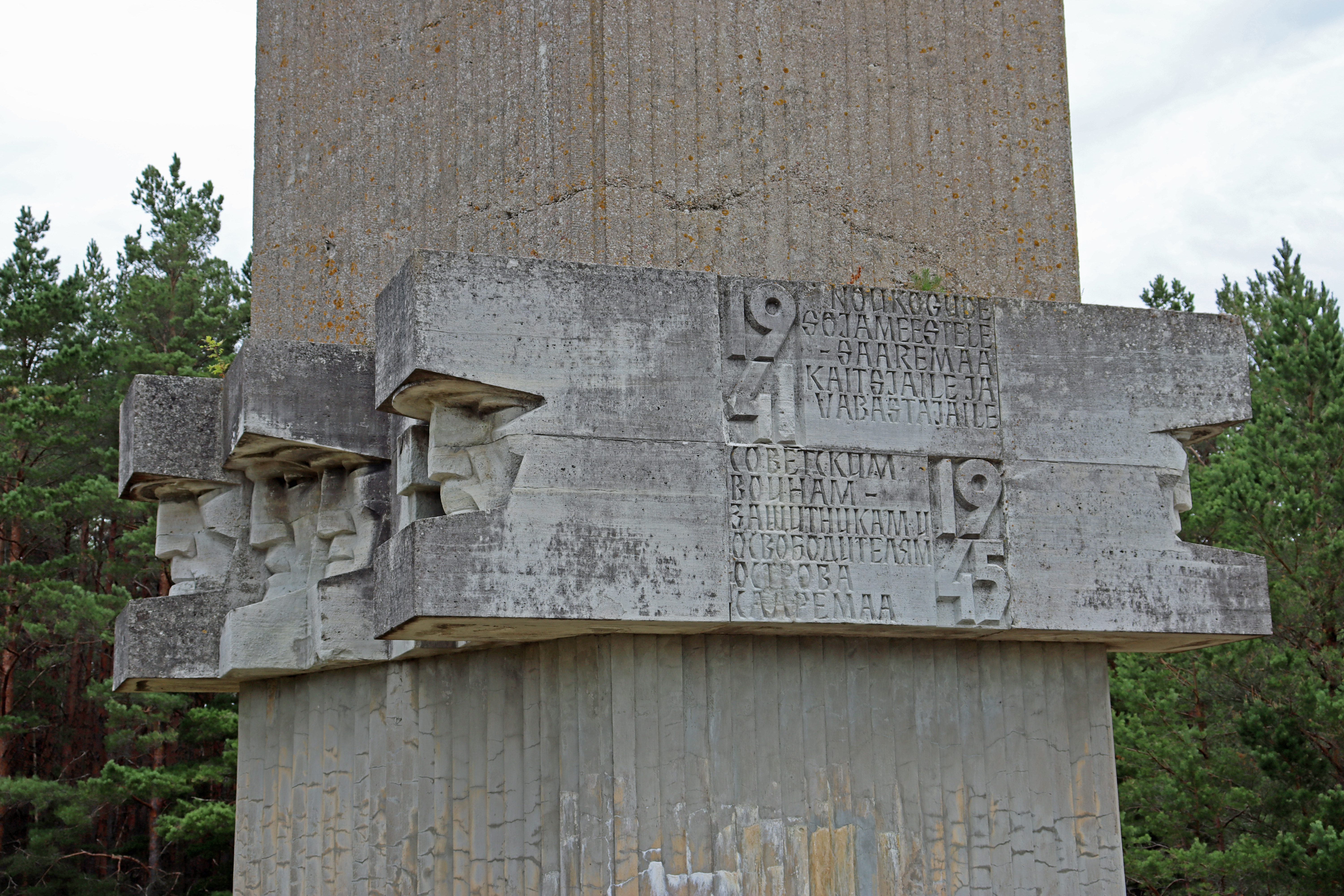
Фрагмент обелиска на мемориале в Техумарди, 2020 год

В письменных источниках 1645 года упоминается theomarte (единичный хутор площадью 1 соха), 1690 года — Teho Mardi Teho, 1723 года — tehho Mardi Rein, 1798 года — Teomart, Tehhorardi.
На военно-топографических картах Российской империи (1846–1863 годы), в состав которой входила Лифляндская губерния, деревня обозначена как Теххомарди.
Во время Второй мировой войны, 8 октября 1944 года, у деревни произошёл кровопролитный бой между силами Красной армии и вермахта с большим числом погибших.
В 1966 году на берегу моря в окрестностях деревни был установлен посвящённый этому сражению 21-метровый бетонный памятник-обелиск; авторы — скульпторы Матти Варик (Matti Varik) и Рихо Кулд (Riho Kuld), архитектор Аллан Мурдмаа (Allan Murdmaa) — получили за него премию Советской Эстонии. Рядом с обелиском до 1 июня 2024 года было расположено братское кладбище советских воинов. По решению эстонских властей все памятные плиты с именами павших советских воинов, обозначавшие места захоронений, были демонтированы, проведена эксгумация останков, которые затем перехоронили на кладбище Вананымме. Так как скульптурная группа на обелиске признана памятником искусства, его было решено оставить на прежнем месте. Муниципалитету рекомендовано заменить текст на обелиске.
До Первой мировой войны на территории деревни был найден уникальный клад, состоявший из бронзовых предметов, относящихся к раннему бронзовому веку — примерно к VIII-VII векам до н. э. (части наконечника копья, обломки орнаментированного ожерелья, обломки броши, бритва и др.). Всё это, вероятно, было собрано на острове Готланд в качестве металлолома как сырьё для литейщиков на Сааремаа. На территории Эстонии подобных находок больше не было.
Клад был найден на территории древнего пролива, который отделял Сааремаа от острова Сырве и находился на месте современной реки Салме. Высота расположения клада составляла более 4 метров над уровнем моря.

## Происхождение топонима
Деревня получила своё название от упомянутого в 1645 году хутора. Топоним состоит из двух личных имён, первое из которых на основе его написания можно толковать двояко: Теху (Tehu) как Стефан (Stefanus) или Тео (Тео) как производное от Теодор (Teodor). Второе имя — Март (Mart ~ род. падеж Mardi).